# Spilosoma lineata
Spilosoma lineata är en fjärilsart som beskrevs av Walker 1855. Spilosoma lineata ingår i släktet Spilosoma och familjen björnspinnare. Inga underarter finns listade i Catalogue of Life.

## Bildgalleri

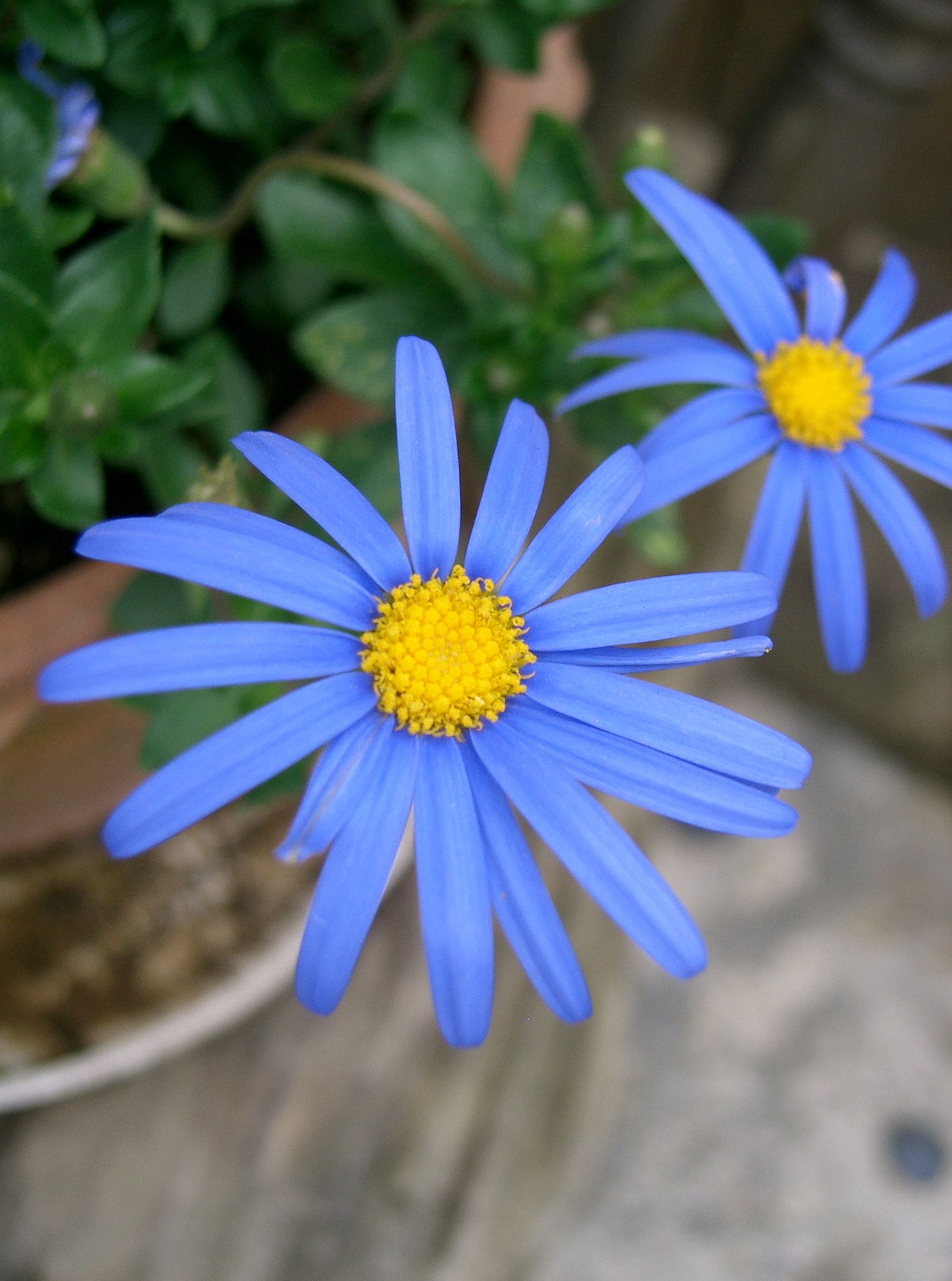
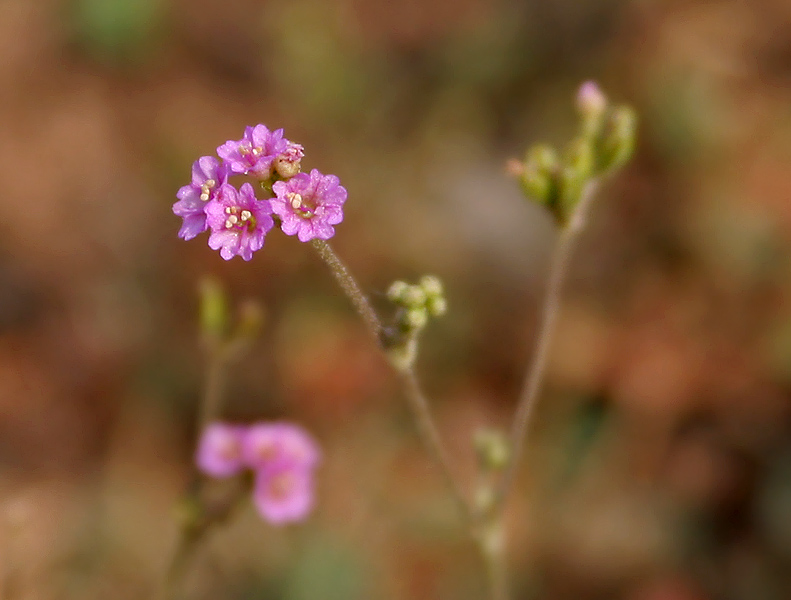
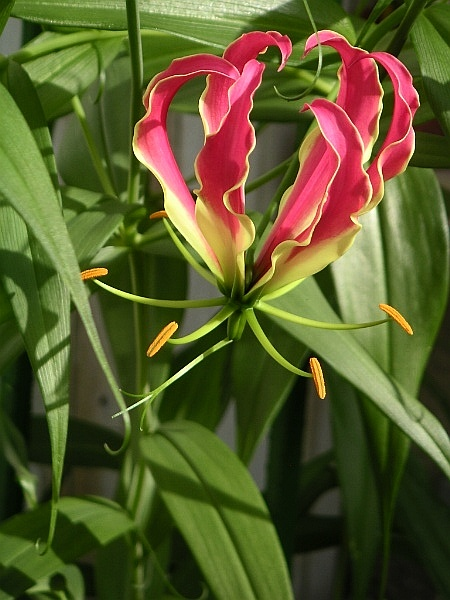
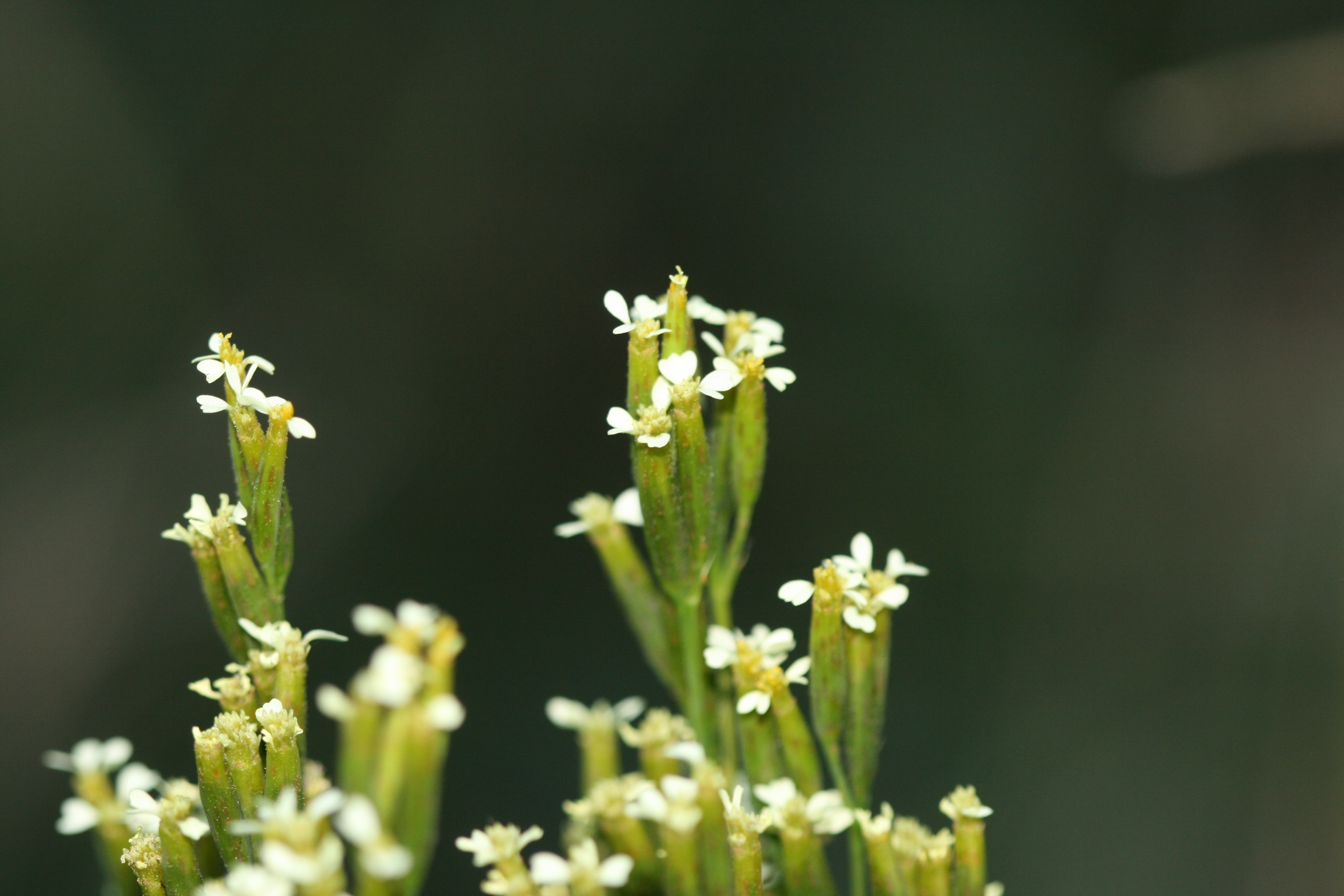
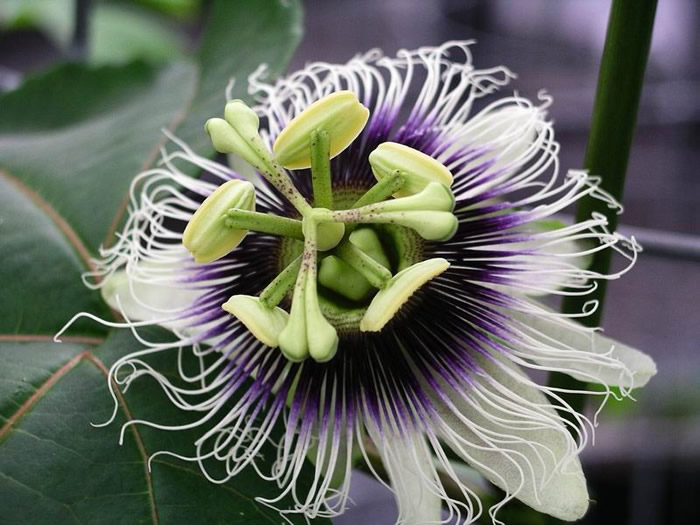